# Bochnia-zoutmijn

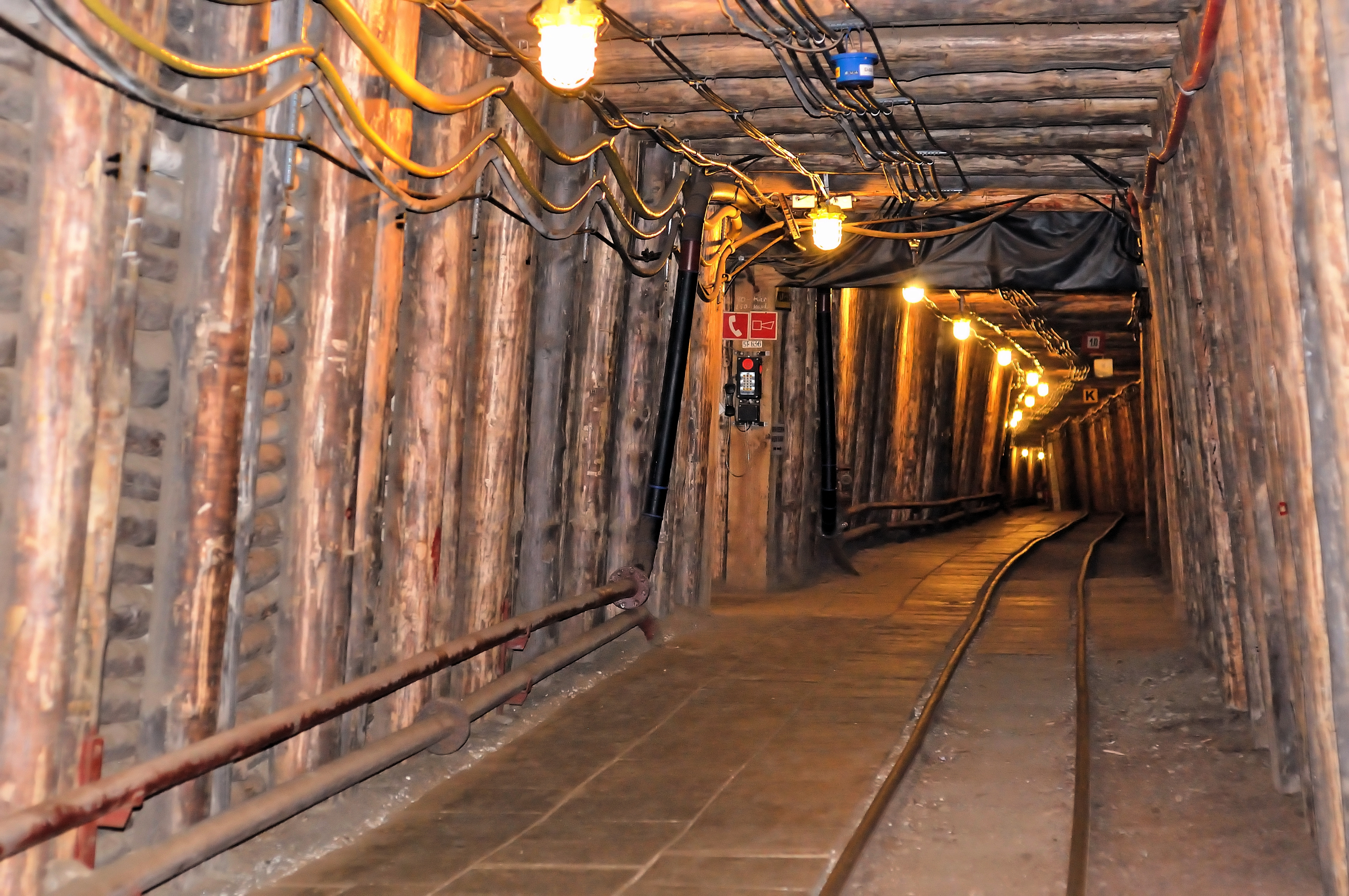

De Bochnia-zoutmijn ligt in het plaatsje Bochnia nabij Krakow. De mijn is een van de oudste zoutmijnen ter wereld en was tot de sluiting in 1990 de oudste Poolse én Europese zoutmijn nog in exploitatie. Het winnen van zout op deze plek startte in de 12de of 13de eeuw en is gedocumenteerd in 1248. De gangen van de mijn zijn 4,5 kilometer lang en bereiken een diepte van 468 meter. Tussen 330 meter en 468 meter diepte werd op 16 niveaus ontgonnen.
In 2013 werd de Bochnia-zoutmijn mee opgenomen op de werelderfgoedlijst van UNESCO als een uitbreiding van de erfgoedsite van de Koninklijke Wieliczka- en Bochnia-zoutmijnen. De Wieliczka-zoutmijn kwam voor op de allereerste werelderfgoedlijst (opgesteld gedurende de 2e sessie van de Commissie voor het Werelderfgoed en daterend uit 1978). In de loop van de 37e sessie van de Commissie voor het Werelderfgoed in 2013 werd deze inschrijving uitgebreid met de Bochnia-zoutmijn.

## Geschiedenis
De ontdekking van zout in de ondergrond van Bochnia trok direct de aandacht van Groothertog Bolesław. Hij investeerde in de ontginning en gaf de stad de nodige ondersteuning. Toen ook in Wieliczka zout werd gevonden werden de twee mijnen al in de middeleeuwen gekoppeld als de zoutwerken van Krakau, en kwamen ze onder koninklijk gezag. Het belang van de mijnen ging in die tijd zo ver dat de exploitatie een derde van de totale inkomsten van de schatkist leverde. Koning Casimir de Grote gaf de inwoners van Bochnia speciale rechten, en financierde de bouw van een ziekenhuis voor de mijnwerkers, het eerste ziekenhuis in Polen voor werklieden. Aanvankelijk, tot in de 14de eeuw was de mijn van Bochnia de meest productieve van beide mijnen, een rol die door eenvoudige extractie in Wieliczka later wisselde. In de 15de eeuw boorde men al tot een diepte van 300 meter. In de 16de eeuw ging de Bochnia-zoutmijn over in private handen en door daling van investeringen zakte ook de productiviteit en rendabiliteit, die pas door nieuwe investeringen in het midden van de 18de eeuw terug werd opgekrikt. Onder het Oostenrijkse bewind stagneerde de mijn terug, om in de 20ste eeuw helemaal haar rentabiliteit te verliezen.
- Virtual International Authority File: 311414271

Historisch centrum van Krakau · Koninklijke Wieliczka- en Bochnia-zoutmijnen · Auschwitz-Birkenau: Duits naziconcentratie- en -vernietigingskamp · Woud van Białowieża · Historisch centrum van Warschau · Oude stad Zamość · Middeleeuwse stad Toruń · Kasteel van de Duitse ridderorde in Malbork · Kalwaria Zebrzydowska: maniëristisch architectuur-en parklandschapcomplex en bedevaartspark · Vredeskerken in Jawor en Świdnica · Houten kerken van zuidelijk Małopolska · Muskauer Park / Park Muzakowski · Hala Stulecia in Wrocław · Houten tserkva's van de Karpaten in Polen en Oekraïne· Lood-zilver-zinkmijn van Tarnowskie Góry en haar ondergrondse waterbeheersysteem · Prehistorische mijnstreek van gestreepte vuursteen van Krzemionki · Oude en voorhistorische beukenbossen van de Karpaten en andere regio's van Europa